# Nemojany
Nemojany (in tedesco Nemojan) è un comune della Repubblica Ceca facente parte del distretto di Vyškov, in Moravia Meridionale.